# Synkopy 61 (EP, 1968)
Synkopy 61 je první EP české rockové skupiny Synkopy 61. Vydáno bylo v roce 1968 ve vydavatelství Panton s katalogovým číslem 03 0122 v rámci edice Mikrofóra.
Na CD byly všechny skladby z tohoto EP vydány na kompilacích Válka je vůl (The Best of) a Válka je vůl (Vol. 2): Hity 1967 - 1979.

## Seznam skladeb
| Strana 1 | Strana 1                    | Strana 1 | Strana 1          | Strana 1 |
| Pořadí   | Název                       | Hudba    | Text              | Délka    |
| -------- | --------------------------- | -------- | ----------------- | -------- |
| 1.       | Měl jsem rád tvou peněženku | Veselý   | František Jemelka | 2:46     |
| 2.       | Tichej kout                 | Veselý   | František Jemelka | 2:33     |

| Strana 2       | Strana 2              | Strana 2       | Strana 2       | Strana 2 |
| Pořadí         | Název                 | Hudba          | Text           | Délka    |
| -------------- | --------------------- | -------------- | -------------- | -------- |
| 1.             | Vítězství světla      | Směja          | Směja, Čarvaš  | 2:44     |
| 2.             | Suita pro J. S. Bacha | Veselý         | Veselý         | 3:18     |
| Celková délka: | Celková délka:        | Celková délka: | Celková délka: | 11:25    |

## Obsazení
- Synkopy 61
  - Michal Polák – zpěv
  - Petr Směja – kytara, vokály
  - Pavel Váně – kytara, vokály
  - Jan Čarvaš – baskytara, vokály
  - Jiří Rybář – bicí, vokály